# 道德贸易联盟
道德貿易聯盟（Ethical Trading Initiative，ETI）是一個推行英国的道德消費主義的聯盟，由許多公司、非政府組織與工會所組成。道德貿易聯盟成立於1998年。
在1990年代晚期，向英國賣衣物與食物的公司面臨了日與劇增的壓力，這些壓力來自於工會、非政府組織與消費者上，他們希望公司能夠確保製造這些商品的工人有合適的工作條件。這些公司通常都會回答說她們商品的供應商承諾會達到當地勞工的最低標準規定。
ETI由三方代表组成：公司、工会和非政府组织。ETI的基本守则与SA8000类似，都是基于联合国劳工组织基本协议。ETI是由英国国际发展部和私人部门出资赞助成立，正实行的几个首例审核促使最佳运作准则的形成。参与ETI的公司和组织有：C&A，Sainsbury's，the Co-operative Wholesale Society和拯救儿童、公平贸易协会等非政府机构。 ETI和SA8000的区别在于：SA8000是全球性的标准，而ETI主要是由英国公司组成；ETI目的是通过比较改善工人权益的不同方案来改善系统，而SA8000是可操作的认证系统。无论SA8000或ETI都是在广泛咨询后形成的。

## 外部連結
- （英文）Ethical Trading Initiative （页面存档备份，存于）
- ETI认证 （页面存档备份，存于）